# Сложноцветни
Сложноцветните (Asteraceae) са семейство двусемеделни растения, принадлежащи към отдел Покритосеменни. Със своите около 1100 рода и над 25 000 отделни вида се счита за второто по брой представители семейство в рамките на Magnoliophyta. Систематичното име идва от гръцкото Aster, означаващо звезда и е използвано за описание на формата на съцветието. Съцветието е тип кошничка и наподобява единичен цвят. Срещат се предимно треви, а по-рядко храсти и дървета.
Представителите на семейството са разпространени космополитно, но по-голямата част се срещат главно в полупустинните области на тропичния и субтропичния пояс.

## Морфология
Листата са прости, последователно или срещуположно разположени; без прилистници. Цветовете са събрани в съцветие кошничка. Чашелистчетата са видоизменени във власинки. Венчелистчетата са 5 и са сраснали в тръбичка, езиче или фунийка. Плодникът е един с долен яйчник. Плодът е плодосемка, често снабдена с парашутче, хвърчилка и др.
В зависимост от начина на срастване, цветовете биват:
- тръбест (актиноморфен) – петте венчелистчета срастват във вид на тръбица, върха на която завършва с 5 зъбчета.
- Езичест (зигоморфен) – венчелистчетата срастват във вид на тръбица, която има странно езиче, завършващо с 5 зъбчета.
- двуусто езичест (зигоморфен) – в края на тръбицата се формират две езичета – долното е по-късо, а горното – по-дълго.
- лъжливоезичест (зигоморфен) – при него долното езиче е редуцирано и остава само горното.
- фуниевиден – близък е по устройство до тръбестия, но езичетата са с различно развитие, за това е повече или по-малко зигоморфен.

Сложноцветните имат следните характерни белези:
- Листата са най-често прости, разположени последователно по стъблото
- При всички растения цветовете са събрани в съцветие, кошничка или в по-сложни съцветия, съставени от няколко кошнички.
- Плодът е плодосемка.

## Стопанско значение
Много видове се използват от човека за храна, суровини и декорация. Имат и значително приложение в медицината. Основна земеделска култура е слънчогледа, чиито семена служат за производство на растително масло и други промишлени продукти. Видът Taraxacum kok-saghyz е перспективно каучуконосно растение. Важни лечебни растения са лайката, подбела, белия равнец, белия пелин, синята жлъчка, глухарчето, невена, който се използва и за декоративни цели.